# Terra Adèlia
La Terra Adèlia (en Francès Terre Adélie), és un sector estret de l'Antàrtida, delimitat pels meridians 136° 11′ E (el de Punta Pourquoi Pas) i 142° 02′ E (el de Punta Alden), cobrint una superfície d'uns 432.000 km². La seva costa correspon aproximadament al paral·lel 67° S. Correspon a la reclamació territorial francesa a l'Antàrtida, reivindicació que es troba congelada d'acord amb el Tractat Antàrtic. Aquest territori és inclòs per França com un dels cinc districtes de les Territoris Meridionals Francesos (en francès Terres Australs et Antarctiques Françaises).
El sector forma una "falca" que divideix el Territori Antàrtic Australià en dos sectors.
Hi estan emplaçades les bases científiques franceses Dumont d'Urville i Commandant Charcot.

## Geografia
El territori abasta un sector estret de l'Antàrtida Oriental, limita pel nord amb el mar d'Urville, que és la part de l'oceà Antàrtic entre els meridians 136° i 142° Est, els quals delimiten el sector fins a ajuntar-se al pol Sud geogràfic. És un territori cobert per una gruixuda capa de gel. La costa té uns 350 km de longitud, desenvolupant-se en la direcció general est-oest, sempre molt propera al cercle polar antàrtic.
El gruix mitjà del gel que cobreix el continent antàrtic és de 2.500 m, sent el màxim gruix registrat de 4776 m a la Terra Adèlia, el que equival a gairebé 5 km de gel sobre alguns llocs de l'estructura rocallosa de l'Antàrtida.
El pol sud magnètic i la seva posició varia amb el camp magnètic terrestre, es troba prop de la costa de Terra Adèlia.
A la costa de Terra Adèlia es troba, a l'Illa dels Petrells de l'arxipèlag Pointe Géologie, la base científica Dumont d'Urville amb una dotació d'una trentena de persones, quantitat que es duplica a l'estiu.

## Clima
El clima és polar, caracteritzat per les seves baixes temperatures i vents violents, sovint carregats de partícules de gel, els «blizzards», cap al sud el clima és extremadament hostil, fred i escàs en precipitacions, anomenat desert polar.
A partir de març, el mar es cobreix d'una capa de gel d'un a dos metres de gruix, la banquisa, que cobreix una extensió immensa, impedint la navegació. El retorn de l'estiu comporta la fragmentació de la banquisa, que es transforma en blocs de gel a la deriva.

## Història

### Descobriment i primera ocupació
El comandant de l'Expedició Antàrtica Francesa, Jules Dumont D'Urville, va descobrir aquesta regió el 1840 i li va donar el nom de la seva esposa.
Després de la Segona Guerra Mundial, durant la qual el valor estratègic de l'Antàrtida es va fer evident, diversos països, entre ells França van enviar expedicions per a crear bases en aquest continent per millorar la seguretat de les seves reivindicacions territorials.
Les missions polars franceses (missions Pablo-Émile Victor), iniciades l'any 1947, van organitzar tres hivernades successives i dues campanyes d'estiu entre 1948 i 1953.
Es va crear una primera estació, Port Martin el 1949-1950, però arran d'un incendi, es va transferir més tard més a l'oest, sobre l'Illa dels Petrells de l'arxipèlag de Punta Geologia. La nova estació, batejada Base Antàrtica Dumont d'Urville, està encara en funcions i inclou una trentena de persones, personal que duplica durant l'estiu.
Des de 1959, any de la signatura del Tractat Antàrtic, hi ha una ocupació permanent d'aquests llocs. Es realitzen nombrosos estudis científics a la Terra Adèlia, francesos o en el marc de col·laboracions internacionals (amb Rússia i els Estats Units en particular).
La Base Dumont d'Urville està connectada per vehicles amb erugues amb la nova base Concòrdia establerta a l'altiplà continental, a prop del sector de la Terra d'Adèlia, i creada en col·laboració amb Itàlia per a estudis astronòmics (la implantació de telescopis i radiotelescopis), geofísics i climatològics (en particular, la de la magnetosfera, estudi de l'alta atmosfera, l'escalfament climàtic, i la capa d'ozó), o la física fonamental (captació de partícules d'alta energia).